# 유아이디 (기업)
유아이디(UID)는 대한민국의 기업이다. 본사는 충북 청주시 흥덕구 대신로146번길 174(송정동)에 위치해 있다. 대표이사는 박종수로 주요 매출은 GLASS FILTER, LCD식각, ITO COATING임가공 부문에서 발생한다.

## 종속기업
- 주식회사 지디

## 참고 문헌
1. ↑  반준환, 유아이디, 주가 재평가되나 "영업익 60억·시총 400억", 머니투데이, 2022.04.10
2. ↑  황수분, 유아이디, 1년3개월만에 상장 유지로…흑자 전환이 긍정영향, 시사뉴스, 2021.05.18